# Pecan Plantation
Pecan Plantation – jednostka osadnicza w Stanach Zjednoczonych, w stanie Teksas, w hrabstwie Hood.